# Moritz von Hutten

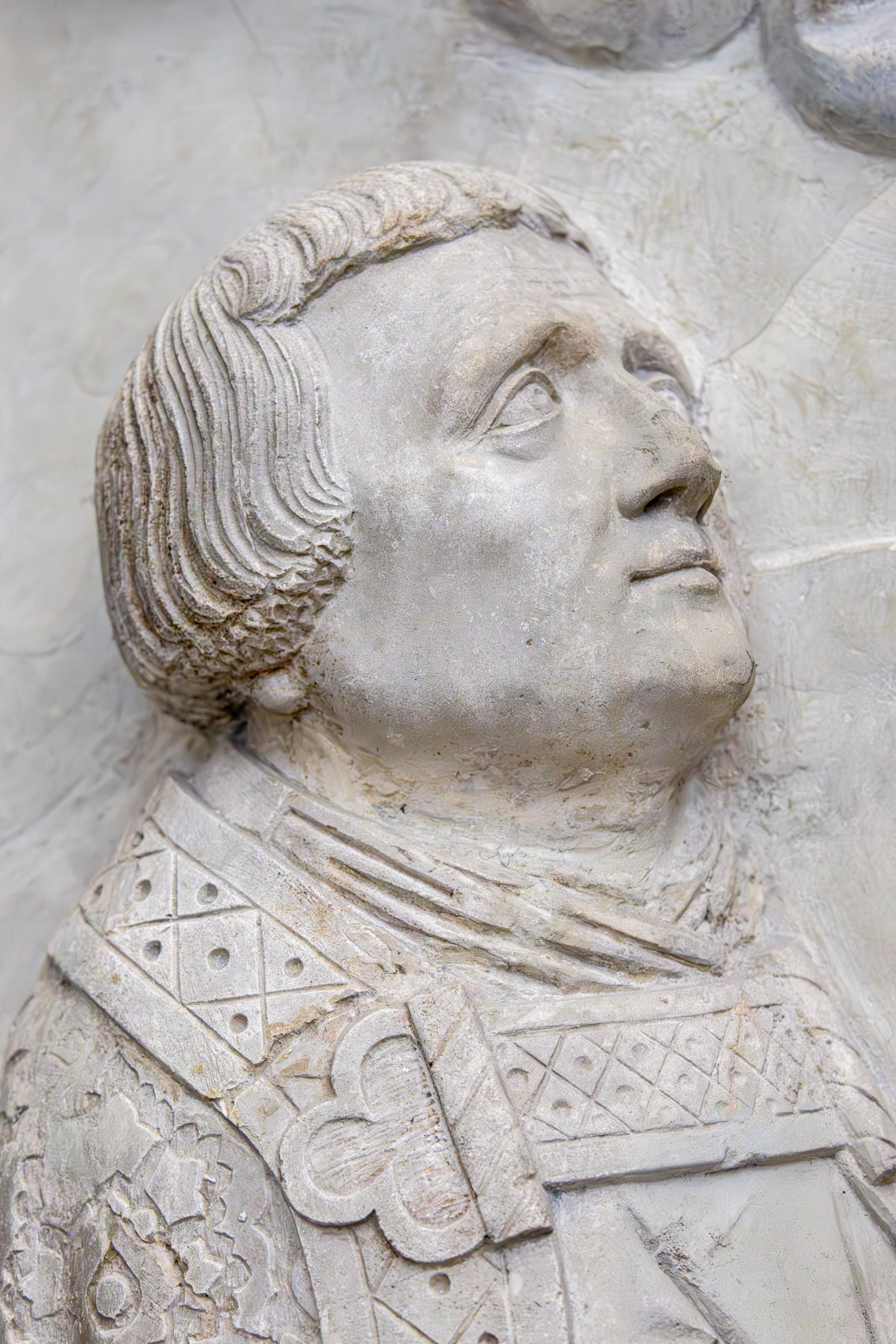
Darstellung des Bischofs auf seinem Epitaph im Würzburger Dom

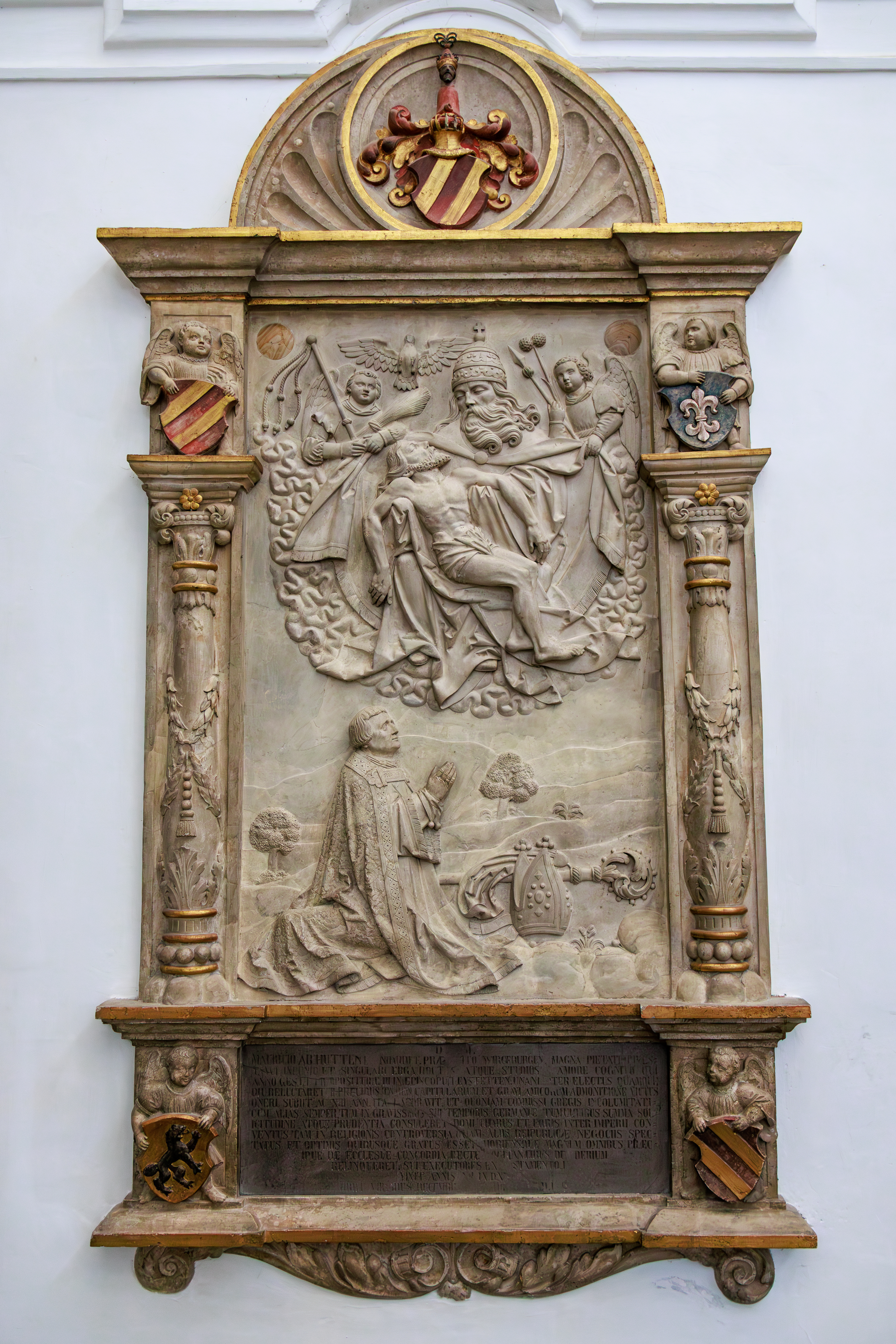
Das Epitaph Moritz von Hutten im Würzburger Dom

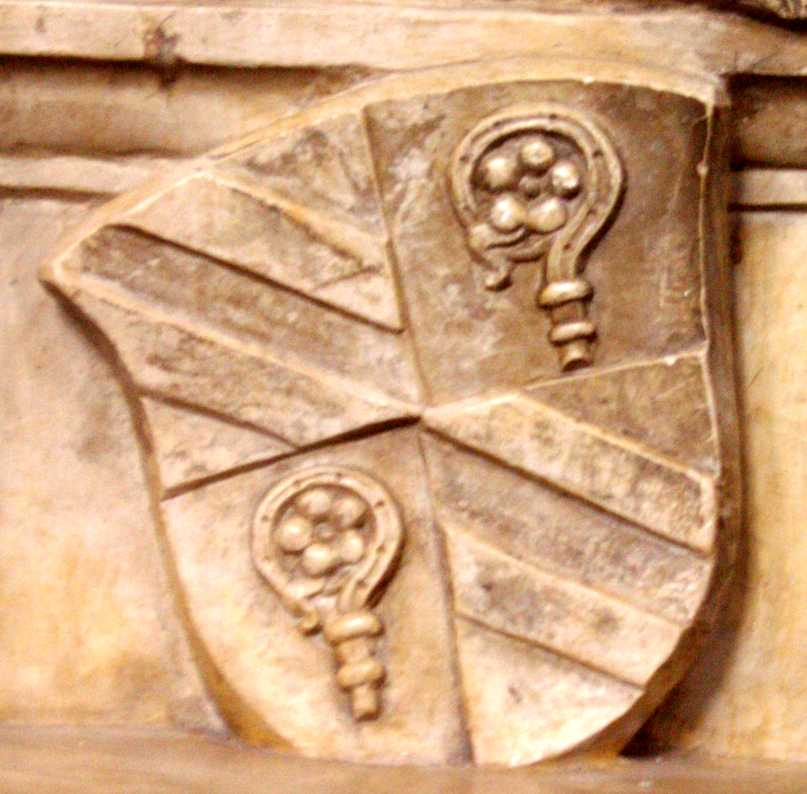
Wappen des Fürstbischofs Moritz von Hutten auf dem Hohenrechberg-Epitaph von 1552

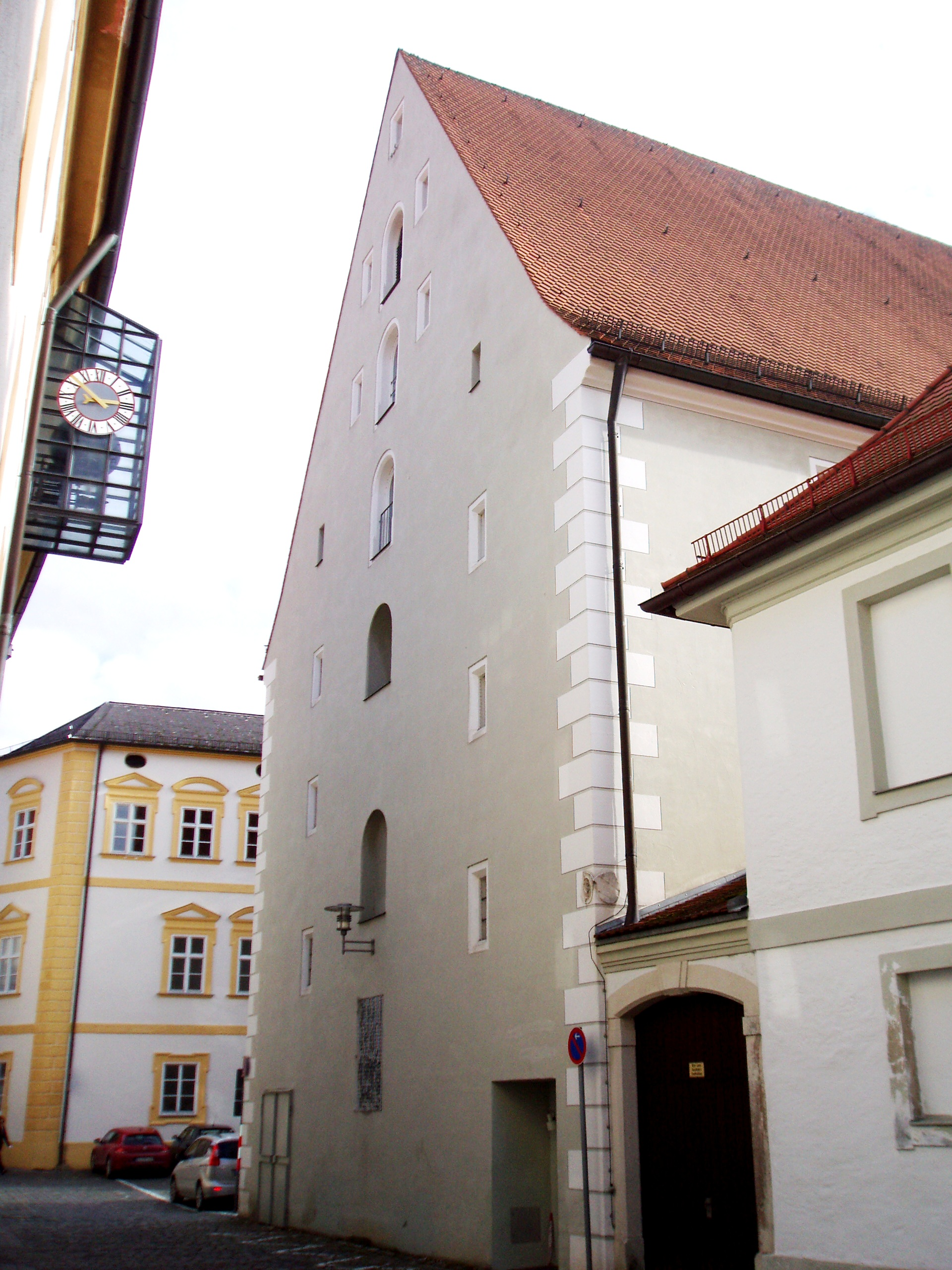
Der nach ihm benannte „Huttenstadel“ in Eichstätt

Moritz von Hutten (* 25. November 1503 in Arnstein; † 6. Dezember 1552 in Eichstätt) war in der Reformationszeit Bischof des Bistums Eichstätt und Fürstbischof des Hochstifts Eichstätt.

## Leben und Wirken
Moritz stammte aus dem Adelsgeschlecht der von Hutten. Er war der älteste Sohn des Amtmanns zu Königshofen, Bernhard von Hutten und dessen Gemahlin Gertraud von Ebersberg. Ein Bruder war Philipp von Hutten, der letzte Statthalter der Welser in Venezuela. Moritz erhielt seinen Taufnamen nach dem Märtyrer Mauritius, dem Coburger Wappenheiligen und Kirchenpatron. Seit frühester Jugend für den geistlichen Stand bestimmt, wurde ihm bereits mit acht Jahren 1512 ein Kanonikat verliehen. 1516 wurde er Kanoniker des Würzburger Domkapitels, wenn auch ohne Sitz und Stimme. 1518–30 studierte er Theologie und Kirchenrecht in Leipzig, Ingolstadt, Padua, Basel und Freiburg im Breisgau. 1530 wurde er Kanoniker in Augsburg, verzichtete aber ein Jahr später auf dieses Amt und seine Einkünfte zugunsten eines Verwandten.
Seit 1532 Domherr zu Eichstätt, war Moritz am 1. Dezember 1535 Zeuge des Todeskampfes des Eichstätter Fürstbischofs Gabriel von Eyb (1455/1496–1535). Dessen Nachfolger wurde Christoph von Pappenheim (1492/1535–1539), aber nur für dreieinhalb Jahre.
In Nachfolge des 1536 in Rom an der Pest verstorbenen Markgrafen Friedrich von Brandenburg-Kulmbach (1460–1536) wurde Moritz im gleichen Jahr als Dompropst in das Würzburger Domkapitel aufgenommen und zum Diakon geweiht. Das Amt blieb allerdings über vier Jahre hinweg umstritten und brachte Moritz sogar die kurzfristige Exkommunikation ein, bis es ihm durch die Römischen Kurie 1540 endgültig zuerkannt wurde.
Kurz zuvor, am 27. Juni 1539, wurde er zum Fürstbischof von Eichstätt gewählt. Die päpstliche Konfirmation erfolgte am 7. Mai 1540. Am 2. März 1541 wurde er auf dem Reichstag zu Regensburg vom Kaiser mit den Reichsregalien belehnt und erhielt am 26. Mai 1540 das den Eichstätter Bischöfen zustehende Mainzer Kanzleramt verliehen.
Moritz regierte Eichstätt in der schwierigen Zeit der Reformation. Sein Episkopat war vor allem vom Bemühen um die Beseitigung von geistlichen Missständen und um Abwehr des Luthertums bestimmt. Er nahm 1540–41 am Regensburger Religionsgespräch teil. Sein Bistum erlitt während seiner Amtszeit noch einmal schmerzliche Verluste, als sich die Nachbarterritorien Pfalz-Neuburg, die Obere Pfalz und die Grafschaft Oettingen der neuen Lehre anschlossen. Das Bistum büßte 210 Pfarreien ein und schmolz auf rund ein Drittel seiner ursprünglichen Größe zusammen. Die bischöflichen Rechte konnte er im Wesentlichen nur im Hochstift ausüben. Große Hoffnungen auf eine Rekatholisierung setzte er auf das Konzil von Trient, an dem er zeitweise teilnahm. Auf Weisung von Kaiser Karl V. leitete Moritz von Hutten ab 23. Januar 1546 das zweite Regensburger Religionsgespräch, das aber ohne Ergebnis blieb. Zur innerdiözesanen Reform führte Moritz 1548 eine Bistumssynode durch, bei der es hauptsächlich um eine Reform der Klerikerausbildung ging; zu diesem Zwecke setzte sich der Bischof auch für eine Erneuerung der darniederliegenden Universität Ingolstadt ein.
Moritz förderte auch die Künstler an seinem Bischofssitz, um deren Auftragslage es durch die Umbrüche der Reformation schlecht bestellt war. Von ihm und seiner Familie erhielten Loy Hering (ca. 1484 – nach 1554) und Peter Dell der Ältere (ca. 1490–1552) Aufträge.
1540 kaufte er den Eisenhammer von Obereichstätt, 1541 Kraftsbuch und den Rest von Untermässing, 1544 Titting, wo das bischöfliche Vogtamt Titting-Raitenbuch errichtet wurde und gleichzeitig die Juden vertrieben wurden, das halbe Schloss Bechthal und Stiftsgüter in Langenaltheim. Nach ihm ist der Gutshof „Moritzbrunn“ bei Eichstätt benannt, den er für das Hochstift aufkaufte und wo er am 23. September 1545 die Kirche neu konsekrierte; Loy Hering durfte hierfür nach einem Holzschnitt von Albrecht Dürer einen Dreifaltigkeits-Altar schaffen. 1546 erwarb er die Rumburg und Enkering im Anlautertal.
Seit 1419 hatte sich Stadt und Amt Arnstein im Pfandbesitz der Familie von Hutten befunden. Hier wurde 1546 im Gebäude des ehemaligen huttischen Schlosses durch eine Stiftung von Moritz von Hutten ein Spital gegründet. Dieses Seniorenheim existiert noch heute als „Freiherr Moritz von Huttensches Pfründnerspital“.
Um 1545/50 erbaute Moritz von Hutten in Eichstätt hinter dem Domkreuzgang einen Getreidespeicher, den „Huttenstadel“ (heute: Altes Stadttheater Eichstätt). 1551 ließ der Bischof in der Eichstätter Kollegiatkirche zu „Unserer lieben Frau“, die er fertigstellen konnte, einen Altar errichten. Loy Hering schuf wiederum eine Darstellung der Dreifaltigkeit nach Albrecht Dürer; zu Füßen des Heilands kniete der Bischof in vollem Ornat. Neben diesem seinem Altar wurde Moritz von Hutten nach seinem frühen Tod – er wurde nur 49 Jahre alt – auch bestattet. Mit dem Abbruch der „Kollegiata“ nach der Säkularisation verschwand auch das Grab des Bischofs. Im Willibaldschor des Eichstätter Domes jedoch, wo er 1552 für den Fürstbischof Albrecht II. von Hohenrechberg († 1445) ein Epitaph gestiftet hat, ist er auf demselben kniend als betender Bischof dargestellt.

## Würdigung
Moritz von Hutten galt den Zeitgenossen als „einer der allerbesten und gelehrtesten Bischöfe seiner Zeit“. Er ist sicherlich zu den profilierteren deutschen Bischöfen seiner Zeit zu rechnen und gilt als einer der Wegbereiter der katholischen Reform.